# Рівняння Вольтерри
Інтегральні рівняння Вольтерри  — інтегральні рівняння спеціального виду. Названо на честь італійського математика Віто Вольтерра.

## Класифікація
Розрізняють рівняння Вольтерри двох типів:
- лінійне першого роду

{\displaystyle f(t)=\int _{a}^{t}K(t,s)\,x(s)\,ds}
- лінійне другого роду

{\displaystyle x(t)=f(t)+\lambda \int _{a}^{t}K(t,s)x(s)\,ds,}
де {\displaystyle f(t),\,K(t,s)} —  відомі функції, {\displaystyle x(t)} — функція, яку потрібно знайти, {\displaystyle \lambda } —  комплексний параметр. 
{\displaystyle K(t,s)} називають ядром інтегрального рівняння, {\displaystyle f(t)} — вільним членом. 
Рівняння Вольтерри можна розглядати як окремий випадок рівняння Фредгольма, але через низку специфічних властивостей такі рівняння вивчають окремо.

## Розв'язання
Всяке рівняння Вольтерри з неперервним ядром при довільному комплексному параметрі ( {\displaystyle \lambda \neq \infty } ) має єдиний розв'язок, що представляється у вигляді рівномірно збіжного ряду Неймана
{\displaystyle x(t)=x_{0}(t)+\lambda x_{1}(t)+\lambda ^{2}x_{2}(t)+...,}
де 
{\displaystyle x_{0}(t)=f(t),\qquad x_{i}(t)=\int _{a}^{t}K(t,s)\,x_{i-1}(s)\,ds.}